# 1725 в Україні

## Особи

### Народились
- 15 жовтня Кочубей Семен Васильович (1725—1779) — Генеральний обозний за правління гетьмана Кирила Розумовського та Другої Малоросійської колегії під час Глухівського періоду в історії України, Ніжинський полковник, бунчуковий товариш, генерал-майор, таємний радник.
- Іриней (Братанович) (1725—1796) — український релігійний діяч доби Гетьманщини, православний проповідник, єпископ Російської православної церкви (безпатріаршої), єпископ Вологодський та Великоустюжський РПЦ.
- Гусаківський Юрій (1725—1770) — український живописець, священик-василіянин.
- Полетика Григорій Андрійович (1725—1784) — український громадський діяч патріотичного спрямування, перекладач-поліглот, лексикограф, історик, бібліофіл, вважається одним із гіпотетичних авторів «Історії Русів».
- Йоахім Потоцький (підчаший) (1725—1791) — польський шляхтич, воєначальник, державний діяч, генеральний регіментар Барської конфедерації.
- Чепіга Захарій Олексійович (1725—1797) — другий, після Сидора Білого та останній кошовий отаман Чорноморського козацького війська.

### Померли
- Савич Семен (генеральний писар) (? — 1725)

## Засновані, зведені
- Глобине
- Колодязне (Дворічанський район)
- Кримське (Новоайдарський район)
- Піщанка (Дворічанський район)
- Хрестовоздвиженський храм (Боромля)
- Костел святого Антонія (Великі Межирічі)
- Свято-Введенська церква (Берислав)